# Chloephaga melanoptera
L'oca delle Ande (Chloephaga melanoptera Eyton, 1838) è un uccello della famiglia degli Anatidi.

## Distribuzione e habitat
È una specie stanziale che vive intorno ai laghi e agli acquitrini delle alte Ande, solitamente al di sopra dei 3000 metri. Ha abitudini terricole e, tranne che nei casi di emergenza, evita di entrare in acqua.

## Descrizione
Questo uccello dalla corporatura tozza ha un piccolo becco rosa e un piumaggio bianco, a eccezione delle ali e della coda, che sono nere. La femmina è simile al maschio, ma è più piccola.

## Biologia
L'oca delle Ande è una brucatrice che si nutre di erba. Nidifica al suolo, deponendo 6-10 uova su una superficie priva di erba nei pressi dell'acqua. Durante la stagione degli amori ha abitudini territoriali, ma negli altri periodi si raduna in piccoli stormi.